# آرپاش
آرپاش (به انگلیسی: Arpaș)، ریزابه چپی از رود اولت در کشور رومانی است. این رود به اولت در آرپاشو دِ جوس می‌ریزد. سرچشمه آن در کوه‌های فیگاراش (Făgăraș) است. طول آن ۲۵ کیلومتر بوده و مساحت حوضه آبریز آن ۸۲ کیلومتر مربع است.